# Lasioglossum hoffmanni
Lasioglossum hoffmanni är en biart som först beskrevs av Embrik Strand 1915.  Lasioglossum hoffmanni ingår i släktet smalbin, och familjen vägbin. Inga underarter finns listade i Catalogue of Life.